# Etemea
Etemea – w mitologii greckiej nimfa, żona Meropsa.
Etemea wraz z innymi nimfami należała do orszaku Artemidy, dziewiczej bogini lasów i polowań, znanej z mściwości i zadawania nagłej śmierci. Opuściła orszak Artemis, wychodząc za mąż za Meropsa, władcę panującego na wyspie Kos. Artemis nie wybaczyła nimfie opuszczenia jej. Przybyła wraz ze strzałami, chcąc zabić nimi Etemeę. Kiedy strzeliła w nimfę, pojawiła się kolejna bogini, Persefona, władczyni podziemi. Zabrała żywą jeszcze Etemeę ze sobą do podziemnego świata.
Tymczasem pozostawiony bez żony Merops nie potrafił poradzić sobie z jej utratą. W rozpaczy podjął próbę samobójczą, przerwaną przez Herę, która, z litości nad nieszczęsnym mężem, zmieniła go w orła, umieszczając wysoko na nie niebie, wśród gwiazd, licząc, że dzięki temu będzie on mógł zapomnieć o przeżytym nieszczęściu.